# Rheinhessen (Weinanbaugebiet)

Logo der Rheinhessen-Vermarktung

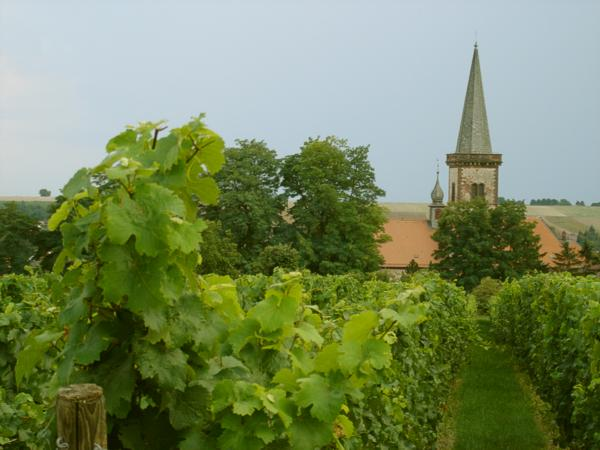
Weinberge bei Worms-Pfeddersheim

Das Weinbaugebiet Rheinhessen ist mit 27.499 ha Rebfläche das größte Weinbaugebiet Deutschlands. Es liegt komplett linksrheinisch und damit im Bundesland Rheinland-Pfalz (siehe auch: Region Rheinhessen). Das Weinanbaugebiet teilt sich auf in 3 Bereiche, 24 Großlagen und 432 Einzellagen. Es liegt in der Weinbauzone A und zählt damit zu den kühlen Weinbauklimaten (Winterhärtezone 7).
Das Weinanbaugebiet wird seit 1953/1954 von der jährlich gewählten Rheinhessischen Weinkönigin vertreten.
Seit Mai 2008 ist Mainz mit Rheinhessen Mitglied im Netzwerk Great Wine Capitals.

## Überblick
| Größte Weinbaugemeinden im Anbaugebiet                     | Rang nach Rebfläche (innerhalb von RLP) | Bestockte Rebfläche 2022 |
| ---------------------------------------------------------- | --------------------------------------- | ------------------------ |
| Rheinhessen                                                |                                         |                          |
| Worms                                                      | 03                                      | 01.659                   |
| Westhofen                                                  | 07                                      | 00.824                   |
| Nierstein                                                  | 09                                      | 00.805                   |
| Alzey                                                      | 08                                      | 00.778                   |
| Alsheim                                                    | 10                                      | 00.712                   |
| Ingelheim am Rhein                                         | 13                                      | 00.708                   |
| Bechtheim                                                  | 11                                      | 00.669                   |
| Flörsheim-Dalsheim                                         | 12                                      | 00.652                   |
| Bingen am Rhein                                            | 15                                      | 00.578                   |
| Saulheim                                                   | 16                                      | 00.539                   |
| Statistisches Landesamt Rheinland-Pfalz, Bad Ems, Mai 2023 |                                         |                          |

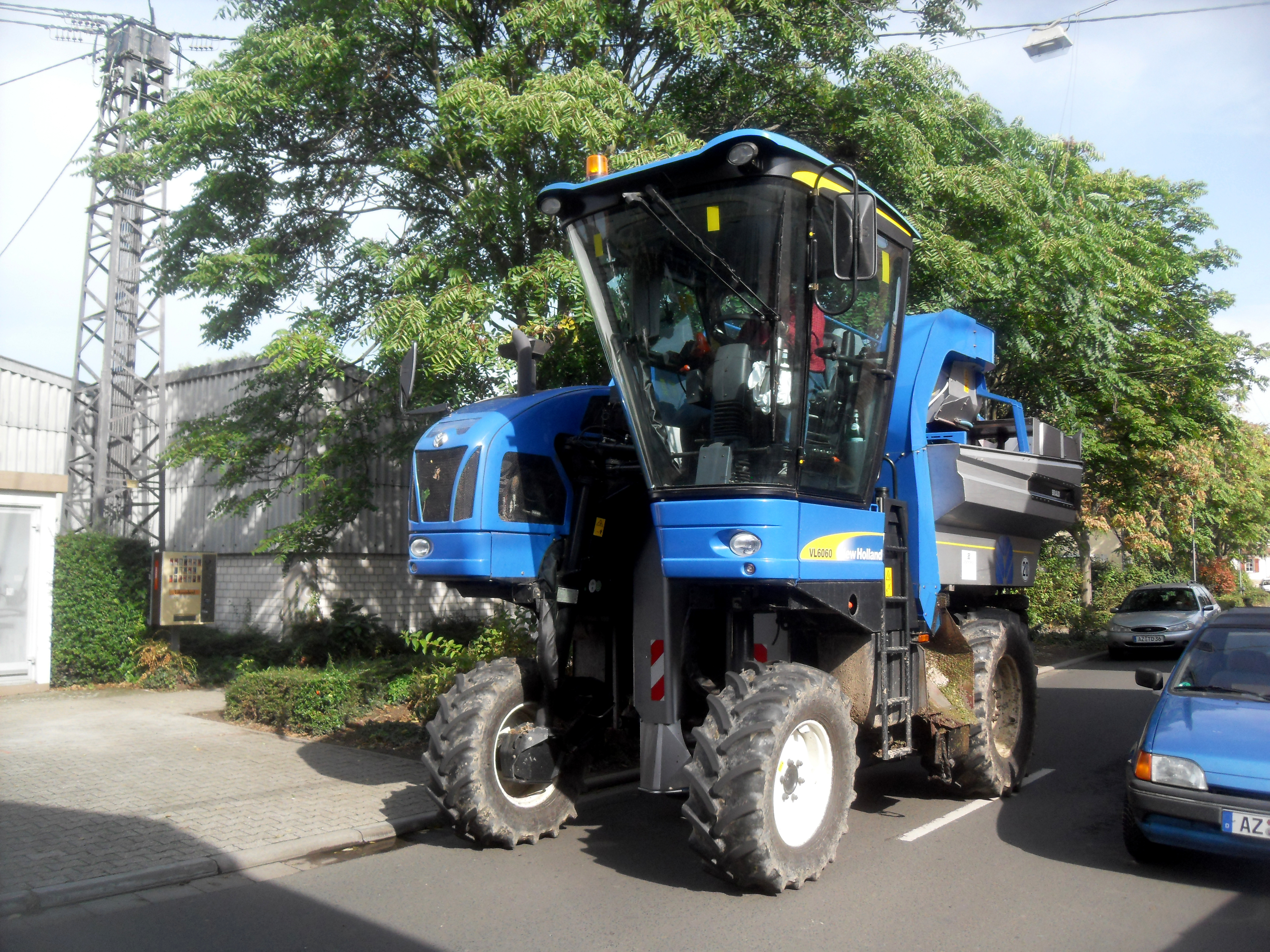
Traubenvollernter VL6060 von New Holland in Guntersblum nach einem Einsatz in den rheinhessischen Weinbergen

Ein Fünftel der rheinland-pfälzischen Region Rheinhessen, die auch die waldärmste Deutschlands ist, ist mit Rebstöcken bepflanzt. Über 6000 Winzer produzieren pro Jahr mehr als 2,5 Mio. Hektoliter Wein aus dem Ertrag von ca. 120 Mio. Rebstöcken. Von den 136 Gemeinden Rheinhessens betreiben lediglich Budenheim, Hochborn, Eich und Hamm keinen Weinbau auf der eigenen Gemarkung.
Rheinhessen ist zudem eines der traditionsreichsten Anbaugebiete, in dem bereits seit 20 v. Chr. Wein angebaut wird. In Nierstein befindet sich die möglicherweise älteste (742) Weinlage Deutschlands, der Niersteiner Glöck. Nach Errichtung des Bremer Ratskellers im Jahr 1405 wurden dort zunächst ausschließlich Weine aus Rheinhessen ausgeschenkt – der Gemeine und der Bessere.
Aus Rheinhessen kamen vor dem Ersten Weltkrieg Weine, die bei internationalen Auktionen Spitzenpreise erzielten. Auf einer der ersten Auktionen nach dem Zweiten Weltkrieg im Juli 1949 konnten in London (Beaver Hall) die ersten Erfolge mit deutschen Spitzengewächsen erzielt werden, darunter 1929er Liebfrauenmilch Auslese und 1934er Liebfrauenmilch Superior. Der Niersteiner Riesling z. B. genoss einen legendären Ruf. Mitte bis Ende des 20. Jahrhunderts gab es allerdings eine Phase, in der zu sehr auf Quantität geachtet wurde, was den Ruf des rheinhessischen Weines nachhaltig schädigte. In diesem Zusammenhang wurde die Liebfrauenmilch aus der gleichnamigen Großlage mehrfach genannt.
Gegen Ende des 20. Jahrhunderts setzte jedoch ein Umdenken ein. Einer neuen Winzergeneration ist es zu verdanken, dass der rheinhessische Wein sich wieder eines guten Rufs erfreut. Rheinhessische Weingüter zählen zu den höchstdekorierten, und auch bekannte Weinkritiker und Weinführer heben die Qualität der Weine hervor. Meist handelt es sich um Riesling oder Silvaner, aber auch manche Rotweine werden gelobt. Kompromisslos auf Qualität setzenden Winzern (u. a. durch Ertragsbegrenzung, kontrollierte Vergärung usw.) gelingt es zunehmend, die geologische Vielfalt der Region zu nutzen und absolute Spitzengewächse zu erzeugen.
Seit Spätherbst 2007 darf sich der Federweiße aus Rheinhessen auch Rheinhessischer Federweißer nennen, davor musste laut Weingesetz die Bezeichnung „Rheinischer Federweißer“ benutzt werden. Die Bezeichnung „Rheinischer Federweißer“ basierte darauf, dass Federweißer kein Qualitätswein ist und dem Bezeichnungsrecht für Tafelwein unterlag.

## Rebsorten

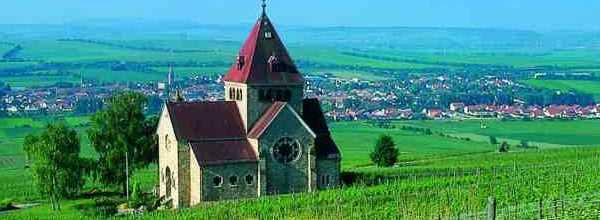
Rebenlandschaft bei Gau-Bickelheim

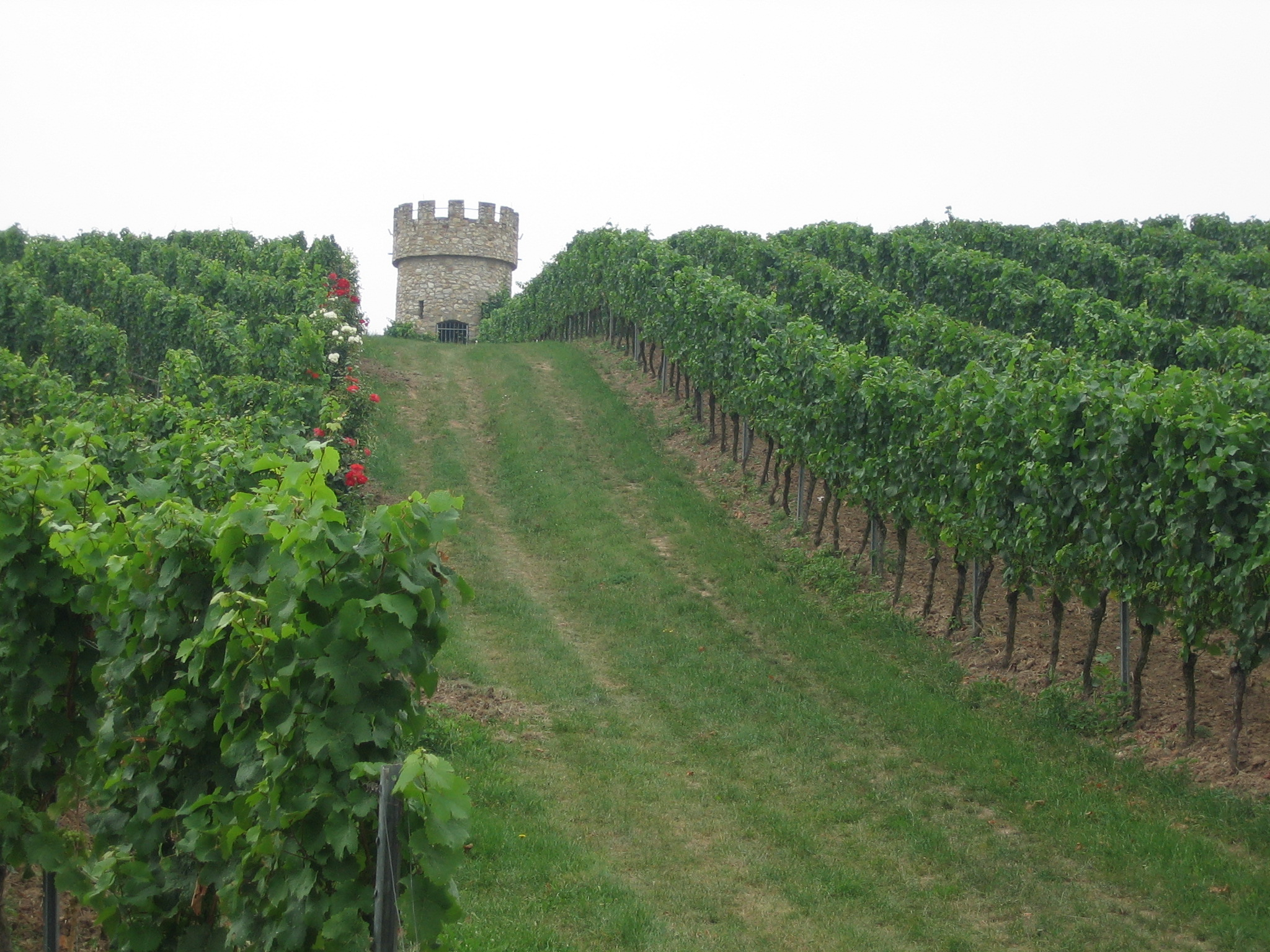
Weinberg bei Dalheim (Rheinhessen).

73,5 % der rheinhessischen Rebfläche sind mit weißen Rebsorten bestockt. Rotwein wird großflächig in der Gegend um Ingelheim und im Wonnegau angebaut. Im Sortenspektrum aufsteigend sind die pilzwiderstandsfähigen Rebsorten, neue Rebsorten, die weniger Pflanzenschutz benötigen. So werden als statistisch relevant die Sorten Solaris, Johanniter, Cabernet Blanc (je ca. 0,2 %) , sowie Souvignier gris, Muscaris, Phoenix und Sauvignac mit je ca. 0,1 % gelistet.
Am Rhein um die Orte Nackenheim, Nierstein und Oppenheim konzentriert sich der Rieslinganbau. Der Anbau wird begünstigt durch milde Temperaturen, viel Sonne und geringen Niederschlag.
Der Anteil der 12 bedeutendsten Sorten ist der folgenden Tabelle zu entnehmen.
| Führende Rebsorten in Rheinhessen (Stand 2023) | Führende Rebsorten in Rheinhessen (Stand 2023) | Führende Rebsorten in Rheinhessen (Stand 2023) | Führende Rebsorten in Rheinhessen (Stand 2023) | Führende Rebsorten in Rheinhessen (Stand 2023) |
| Sorte                                          | Farbe                                          | Synonym                                        | Fläche (%)                                     | Fläche (ha)                                    |
| ---------------------------------------------- | ---------------------------------------------- | ---------------------------------------------- | ---------------------------------------------- | ---------------------------------------------- |
| 1. Riesling                                    | weiß                                           | Weißer Riesling                                | 19,6                                           | 5.383                                          |
| 2. Müller-Thurgau                              | weiß                                           | Rivaner                                        | 13,9                                           | 3.834                                          |
| 3. Dornfelder                                  | rot                                            |                                                | 11,0                                           | 3.021                                          |
| 4. Grauburgunder                               | weiß                                           | Ruländer                                       | 8,8                                            | 2.424                                          |
| 5. Silvaner                                    | weiß                                           | Grüner Silvaner                                | 6,8                                            | 1.875                                          |
| 6. Weißer Burgunder                            | weiß                                           | Klevner, Pinot Blanc                           | 6,0                                            | 1.641                                          |
| 7. Spätburgunder                               | rot                                            | Pinot Noir                                     | 5,5                                            | 1.504                                          |
| 8. Chardonnay                                  | weiß                                           |                                                | 4,0                                            | 1.087                                          |
| 9. Blauer Portugieser                          | rot                                            |                                                | 3,2                                            | 885                                            |
| 10. Scheurebe                                  | weiß                                           | Alzey S. 88, S 88, Sämling 88                  | 2,7                                            | 743                                            |
| 11. Sauvignon Blanc                            | weiß                                           |                                                | 2,4                                            | 649                                            |
| 12. Kerner                                     | weiß                                           |                                                | 2,1                                            | 574                                            |

Quelle: Statistisches Landesamt Rheinland-Pfalz

### Weiße Sorten
| Zugelassene weiße Rebsorten | Zugelassene weiße Rebsorten | Zugelassene weiße Rebsorten | Zugelassene weiße Rebsorten                                                                                          |
| --- | --- | --- | --- |
| - Albalonga - Arnsburger - Auxerrois - Bacchus - Bronner - Chardonnay - Ehrenbreitsteiner - Ehrenfelser - Elbling - Faberrebe - Findling - Freisamer - Früher Malingre - Gelber Muskateller - Gewürztraminer | - Goldriesling - Grauburgunder - Gutedel - Hibernal - Hölder - Huxelrebe - Johanniter - Juwel - Kanzler - Kerner - Kernling - Malvasier - Mariensteiner - Merzling - Morio-Muskat - Müller-Thurgau (Rivaner) | - Muskat-Ottonel - Nobling - Optima - Orion - Ortega - Osteiner - Perle - Phoenix - Prinzipal - Regner - Reichensteiner - Rieslaner - Riesling - Sauvignon Blanc - Scheurebe | - Schönburger - Septimer - Siegerrebe - Silcher - Silvaner - Sirius - Staufer - Viognier - Weißer Burgunder - Würzer |

### Rote Sorten

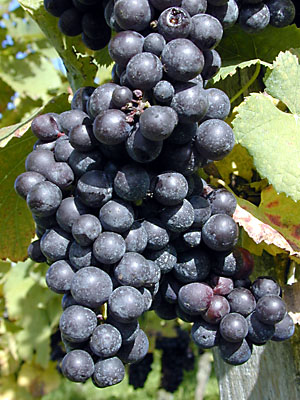
Trauben der roten Rebsorte Spätburgunder

| Zugelassene rote Rebsorten                                                              | Zugelassene rote Rebsorten                                                                   | Zugelassene rote Rebsorten                                                    | Zugelassene rote Rebsorten                                            |
| --------------------------------------------------------------------------------------- | -------------------------------------------------------------------------------------------- | ----------------------------------------------------------------------------- | --------------------------------------------------------------------- |
| - Acolon - Blauburger - Cabernet Mitos - Cabernet Sauvignon - Dakapo - Deckrot - Domina | - Dornfelder - Dunkelfelder - Frühburgunder - Hegel - Helfensteiner - Heroldrebe - Lemberger | - Merlot - Palas - Portugieser - Regent - Rondo - Rotberger - Schwarzriesling | - Spätburgunder - St. Laurent - Tauberschwarz - Trollinger - Zweigelt |

## Bereiche und Großlagen
Die insgesamt 26 Großlagen gliedern sich in 434 Einzellagen:

### Bereich Bingen
- Sankt Rochuskapelle: Aspisheim, Kempten am Rhein, Bingen am Rhein, Büdesheim, Dietersheim, Sponsheim, Grolsheim, Gensingen, Horrweiler, Welgesheim, Biebelsheim, Pfaffen-Schwabenheim, Zotzenheim, Badenheim, Dromersheim, Ockenheim
- Abtey: Gau-Algesheim, Appenheim, Nieder-Hilbersheim, Sprendlingen, Sankt Johann, Wolfsheim, Partenheim
- Rheingrafenstein: Pleitersheim, Volxheim, Hackenheim, Frei-Laubersheim, Tiefenthal, Fürfeld, Wonsheim, Neu-Bamberg, Siefersheim, Wöllstein, Eckelsheim
- Adelberg: Nack, Wendelsheim, Flonheim, Uffhofen, Erbes-Büdesheim, Bornheim, Lonsheim, Bermersheim vor der Höhe, Armsheim, Schimsheim, Ensheim, Rommersheim, Wörrstadt, Sulzheim
- Kurfürstenstück: Gumbsheim, Gau-Bickelheim, Wallertheim, Gau-Weinheim, Vendersheim
- Kaiserpfalz: Jugenheim in Rheinhessen, Engelstadt, Bubenheim, Schwabenheim an der Selz, Großwinternheim, Ingelheim am Rhein, Wackernheim, Heidesheim am Rhein

### Bereich Nierstein
- Sankt Alban: Hechtsheim, Laubenheim, Ebersheim, Bodenheim, Gau-Bischofsheim, Harxheim, Lörzweiler
- Domherr: Klein-Winternheim, Mainz, Ober-Olm, Essenheim, Elsheim, Stadecken, Saulheim, Udenheim, Schornsheim, Gabsheim
- Gutes Domtal: Nieder-Olm, Lörzweiler, Nackenheim, Schwabsburg, Dexheim, Dalheim, Weinolsheim, Friesenheim, Undenheim, Köngernheim, Selzen, Hahnheim, Sörgenloch, Zornheim, Mommenheim
- Spiegelberg: Nackenheim, Nierstein, Schwabsburg
- Rehbach: Nierstein
- Auflangen: Nierstein, Schwabsburg
- Güldenmorgen: Oppenheim, Dienheim, Uelversheim
- Krötenbrunnen: Oppenheim, Dienheim, Ludwigshöhe, Guntersblum, Gimbsheim, Alsheim, Eich, Mettenheim, Hillesheim, Wintersheim, Dolgesheim, Eimsheim, Uelversheim
- Vögelsgärten: Ludwigshöhe, Guntersblum
- Petersberg: Bechtolsheim, Gau-Odernheim, Gau-Köngernheim, Framersheim, Gau-Heppenheim, Albig, Biebelnheim, Spiesheim
- Rosenberg: Biebelnheim
- Pilgerstein: Biebelnheim
- Rheinblick: Alsheim, Dorn-Dürkheim, Mettenheim

### Bereich Wonnegau
- Sybillinenstein: Bechenheim, Offenheim, Mauchenheim, Weinheim, Heimersheim, Alzey, Kettenheim, Dautenheim, Wahlheim, Freimersheim
- Bergkloster: Esselborn, Flomborn, Eppelsheim, Dintesheim, Hangen-Weisheim, Gundersheim, Gundheim, Bermersheim, Westhofen
- Pilgerpfad: Frettenheim, Dittelsheim, Heßloch, Monzernheim, Bechtheim, Osthofen
- Gotteshilfe: Bechtheim, Osthofen
- Burg Rodenstein: Ober-Flörsheim, Bermersheim, Dalsheim, Nieder-Flörsheim, Mörstadt
- Domblick: Mölsheim, Monsheim, Wachenheim, Kriegsheim, Hohen-Sülzen, Offstein
- Liebfrauenmorgen: Worms, Worms-Leiselheim, Worms-Abenheim, Worms-Herrnsheim, Worms-Pfeddersheim, Worms-Horchheim, Worms-Weinsheim, Worms-Wiesoppenheim, Worms-Heppenheim

## Auszeichnungen

### DLG-empfohlene Weingüter

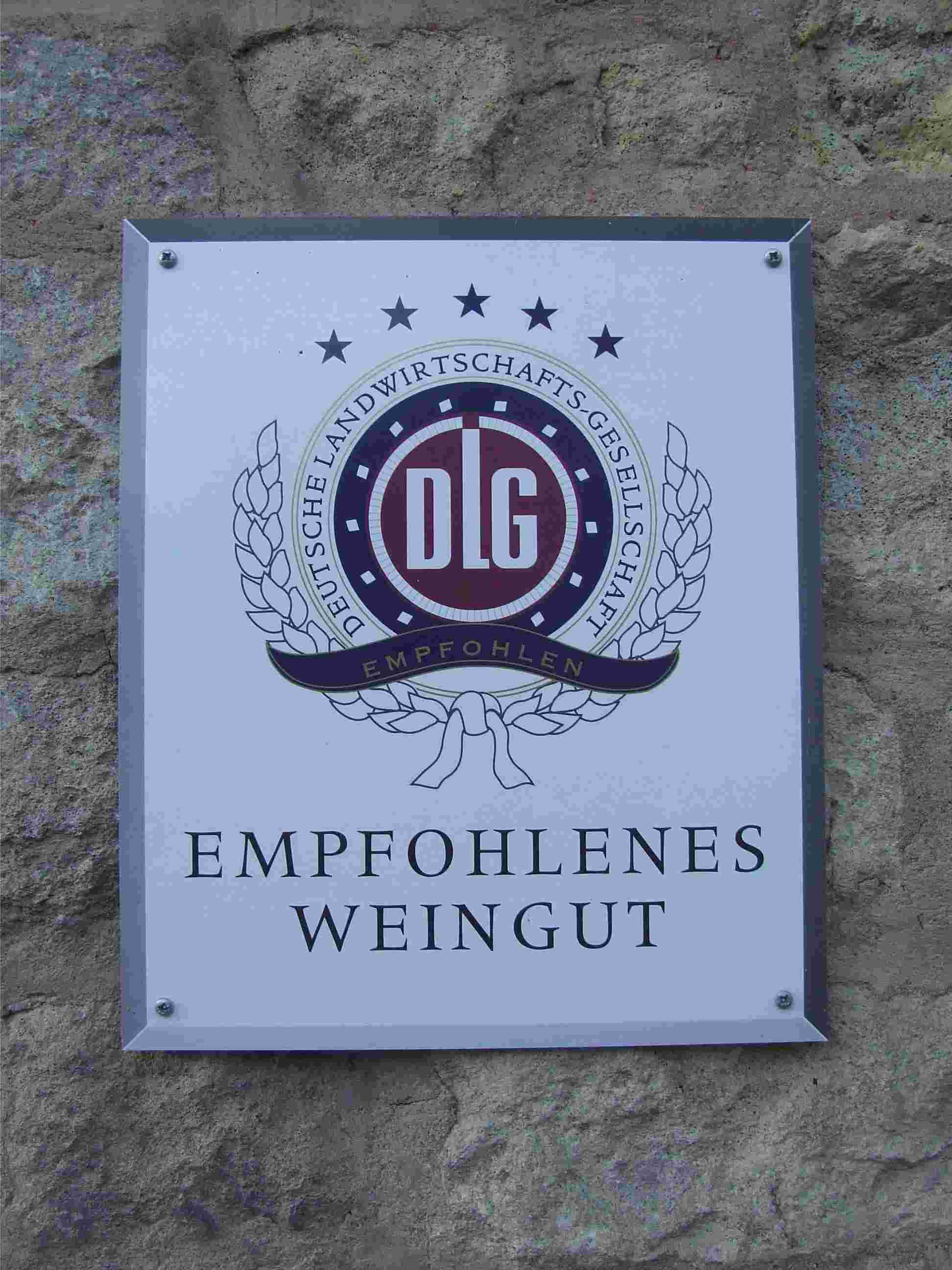
Schild an einem von der DLG empfohlenen Weingut

Die Deutsche Landwirtschafts-Gesellschaft (DLG) prüft seit 1999 Weingüter und Winzergenossenschaften und zeichnet die jährlichen Gewinner der Wettbewerbe mit den Zertifikaten DLG-Empfohlenes Weingut beziehungsweise DLG-Empfohlene Winzergenossenschaft aus.
Die Gültigkeit der Auszeichnung ist zunächst auf drei Jahre befristet. Danach wird in jährlichen Kontrollen überprüft, ob die Kriterien noch erfüllt werden. In Rheinhessen wurden bisher folgende Weingüter ausgezeichnet:
- Weingut „Alte Schmiede“
- Weingut Anton Escher
- Weingut Ernst Bretz
- Weingut Göhring
- Weingut Louis Guntrum
- Weingut Hagemann (Charlottenhof)
- Weingut Georg Gustav Huff
- Vereinigte Weingüter Krebs-Grode
- Weingut Manz
- Weingut Meyerhof
- Weingut Peth-Wetz
- Weingut Raddeck
- Weingut Adolf Schick
- Weingut Schmitt Weedenbornerhof
- Weingut Singer-Fischer
- Weingut Strubel-Roos

### Great Wine Capitals
Im Mai 2008 wurde Rheinhessen mit seiner «Weinhauptstadt Mainz» in das Weinnetzwerk Great Wine Capitals aufgenommen. In diesem Netzwerk wird jeweils ein charakteristisches Weinbaugebiet pro Land aufgenommen. Neben Mainz/Rheinhessen befinden sich in diesem Verbund Städte und Regionen wie Adelaide/Südaustralien, Bilbao/Rioja, Bordeaux/Bordeaux, Kapstadt/Cape Winelands, Lausanne Schweiz, Mendoza/Mendoza, Porto/Dourotal, San Francisco/Napa Valley, Valparaiso/Casablanca Valley Chile sowie Verona/Weinbau in Italien.
Neustes Mitglied im globalen Netzwerk ist seit November 2023 die neuseeländische Region Hawke’s Bay mit den Weinbaugebieten der Nordinsel.